# Amenemhet II

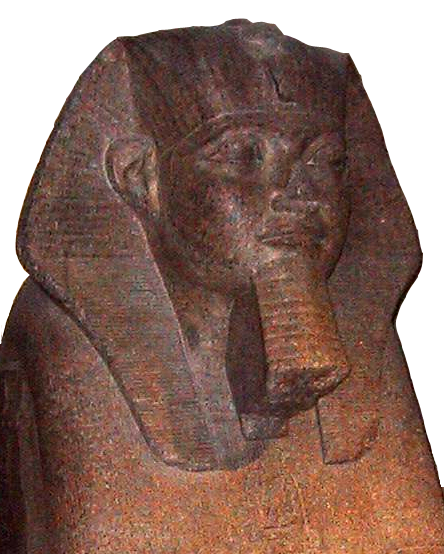
Sfinx med Amenemhet II:s namn.

Amenemhet II, alternativ stavning är Amenemhat, var en fornegyptisk farao av den tolfte dynastin vars regeringstid var från 1914 till 1879/1876 f.Kr. Hans namn betyder "guden Amon är den främsta".
Amenemhet II var son till farao Senusret I och drottning Neferu. Han regerade först som samregent med sin far. Amenemhet II lät uppföra sin pyramid i Dahshur nära huvudstaden Memfis. Han efterträddes av sin son Senusret II.